# Antoine-Pierre II de Grammont
Pour les articles homonymes, voir Grammont et Famille de Grammont.
Antoine-Pierre II de Grammont, né le 19 octobre 1685 au Saulcy (Duché de Lorraine) et mort le 7 septembre 1754 au château de Gy (Province de Franche-Comté), fut archevêque de Besançon de 1735 à 1754.

## Biographie
Il est le neveu de François-Joseph de Grammont, archevêque de Besançon de 1698 à 1717, lui-même neveu d'Antoine-Pierre I de Grammont, archevêque de Besançon de 1662 à 1698.

### Armée
Après des études au collège Louis-le-Grand de Paris, il est à 17 ans, aide de camp de son oncle le marquis de Grammont. Celui-ci commandait alors sur le Rhin, où comme capitaine de cavalerie, le jeune Antoine-Pierre de Grammont, lors de la campagne de 1702, se signale dans plusieurs engagements et blessé grièvement devant Spire, est fait prisonnier.
Après son échange il rejoint l’armée et obtint un régiment de dragons de son nom. Il se signale encore dans les combats de Malplaquet.

### Église
De retour en Franche-Comté, à la paix, il abandonne la carrière des armes, et est pourvu par son oncle d’une charge de Chanoine à Besançon. En 1735, il est nommé par Louis XV archevêque de cette ville dans laquelle il meurt en 1754. Il était directeur de l’académie de Besançon où son éloge fut prononcé par le secrétaire perpétuel de Courbouzon.